# Los Pinos (Uruguay)
Los Pinos ist eine Ortschaft in Uruguay.

## Geographie
Sie befindet sich auf dem Gebiet des Departamento Colonia in dessen südöstlichem Teil im Sektor 4. Los Pinos grenzt mit seiner südlichen Seite unmittelbar an die Küste des Río de la Plata. Unweit östlich des Ortes befindet sich die Mündung des Arroyo Tembetarí. Die nächsten Ansiedlungen sind das westlich angrenzende Playa Fomento und das einige Kilometer ostwärts gelegene Santa Regina.

## Einwohner
Der Ort hatte bei der Volkszählung im Jahr 2011 193 Einwohner, davon 102 männliche und 91 weibliche Einwohner
| Jahr | Einwohner |
| ---- | --------- |
| 1963 | 37        |
| 1975 | 54        |
| 1985 | 92        |
| 1996 | 114       |
| 2004 | 121       |
| 2011 | 193       |

Quelle: Instituto Nacional de Estadística de Uruguay